# Claudio Santamaria
Claudio Santamaria (Roma, 22 de julio de 1974) es un actor italiano más conocido por interpretar al terrorista Carlos en Casino Royale.
Es la voz de Christian Bale en las versiones italianas de Batman Begins, The Dark Knight y The Dark Knight Rises, y la voz de Eric Bana en  Múnich.

## Filmografía
- L'ultimo capodanno (1998)
- Pasión (1998)
- Ecco fatto (1998)
- Tierra del Fuego (2000)
- Almost Blue (2000)
- L'ultimo bacio (2001)
- La habitación del hijo (2001)
- Paz! (2002)
- La vida como viene (2002)
- Passato prossimo (2002)
- Il cartaio (2004)
- Agata y la tormenta (2004)
- ¿Pero cuando llegan las chicas? (2005)
- Roma criminal (2005)
- Melissa P. (2005)
- Casino Royale (2006)
- El caso de la infiel Klara (2009)
- Terraferma (2011)
- Diaz - Don't Clean Up This Blood (2012)
- Pauline détective (2012)
- È stata lei (2013) - cortometraggio
- Torneranno i prati (2014)
- Il venditore di medicine (2014)
- Lo chiamavano Jeeg Robot (2015)
- È arrivata la felicità (2015-2018)
- PIIGS (2017)
- Brutti e cattivi (2017)
- Rimetti a noi i nostri debiti (2018)
- Tutto il mio folle amore (2019)
- Gli anni più belli (2020)